# Productregel (kansrekening)
De productregel is een regel uit de kansrekening om de kans op de doorsnede van twee gebeurtenissen {\displaystyle A} en {\displaystyle B} te berekenen, d.w.z. de kans op het optreden van {\displaystyle A} en {\displaystyle B} (gelijktijdig). 
Een generalisatie van de productregel is van toepassing op de doorsnede van meer dan twee gebeurtenissen.

## Willekeurige gebeurtenissen: algemene productregel
Voor twee willekeurige gebeurtenissen {\displaystyle A} en {\displaystyle B} geldt:
{\displaystyle P(A\cap B)=P(A)P(B|A)}

## Onderling onafhankelijke gebeurtenissen: speciale productregel
Voor onderling onafhankelijke gebeurtenissen {\displaystyle A} en {\displaystyle B} geldt eenvoudig dat de kans op de doorsnede het product van de afzonderlijke kansen is:
{\displaystyle P(A\cap B)=P(A)P(B)}
Over het algemeen wordt deze regel als definitie van onderling onafhankelijke gebeurtenissen gehanteerd.

## Generalisatie
Voor een {\displaystyle n}-tal willekeurige gebeurtenissen {\displaystyle A_{1},A_{2},\ldots ,A_{n}} geldt:
{\displaystyle P(A_{1}\cap A_{2}\cap \ldots \cap A_{n})=P(A_{1})P(A_{2}|A_{1})\ldots P(A_{n}|A_{1}\cap A_{2}\cap \ldots \cap A_{n-1})}
Men schrijft dit wel kort als:
{\displaystyle P(A_{1}A_{2}\ldots A_{n})=P(A_{1})P(A_{2}|A_{1})\ldots P(A_{n}|A_{1}A_{2}\ldots A_{n-1})}